# Saint-Romain (Puy-de-Dôme)
 Saint-Romain  es una población y comuna francesa, situada en la región de Auvernia, departamento de Puy-de-Dôme, en el distrito de Ambert y cantón de Saint-Anthème.

## Demografía
| 481 | 421 | 354 | 285 | 217 | 209 |
| Para los censos de 1962 a 1999 la población legal corresponde a la población sin duplicidades (Fuente: INSEE [Consultar]) |     |     |     |     |     |